# Six Mix
Six Mix è un mini album (anche nel formato, 10") del cantante italiano Zucchero Fornaciari, edito nel 1988 in Germania.
Il mini album contiene le versioni remixate di brani già editi, legati insieme da una sovrapposizione di alcuni secondi.

## Tracce
1. Non ti sopporto più (extended) – 4:40
2. Con le mani (extended) – 4:40
3. No-no (non gli dire no) – 3:40
4. Rispetto (extended) – 5:05
5. Pippo – 4:40
6. Solo una sana e consapevole libidine salva il giovane dallo stress e dall'Azione Cattolica – 4:55